# Анілюнас
Анілюнас — село у Литві, Расейняйський район, Расейняйське староство, знаходиться за 6 км від Расейняя. Станом на 2001 рік у селі проживало 42 людини. Неподалік розташоване село Ґірдвайнай.

## Принагідно
- Мапа із зазначенням місцезнаходження

| Литва | Це незавершена стаття з географії Литви. Ви можете допомогти проєкту, виправивши або дописавши її. |